# Лазо (Штефан-Водский район)
Лазо (рум. Lazo) — село в Штефан-Водском районе Молдавии. Наряду с селом Алава входит в состав коммуны Алава.

## География
Село расположено на высоте 103 метра над уровнем моря.

## История
До 1949 г. носило название Якобсталь.

## Население
По данным переписи населения 2004 года, в селе Лазо проживает 114 человек (56 мужчин, 58 женщин).
Этнический состав села:
| Национальность | Число жителей | Процентный состав |
| -------------- | ------------- | ----------------- |
| молдаване      | 67            | 58,77             |
| русские        | 33            | 28,95             |
| украинцы       | 11            | 9,65              |
| румыны         | 1             | 0,88              |
| прочие         | 2             | 1,75              |
| Всего          | 114           | 100 %             |